# Balogh Kálmán (geológus)
Balogh Kálmán (Kolozsvár, 1915. október 19. – Budapest, 1995. április 7.) Széchenyi-díjas geológus, a József Attila Tudományegyetem egyetemi tanára. Kutatta Borsod vármegyét, Gömört és Torna vármegyét. 1953-ban rövid ideig a Magyar Állami Földtani Intézet igazgatója.

## Élete
Édesapja Balogh Kálmán tanítóképző intézeti tanár volt, édesanyja Illés Julianna. 1947-ben vette feleségül Kerekes Irént. A gyermekeik:
- Kálmán (szül. 1949.),
- Gábor (szül. 1951.).

## Szakmai pályafutása

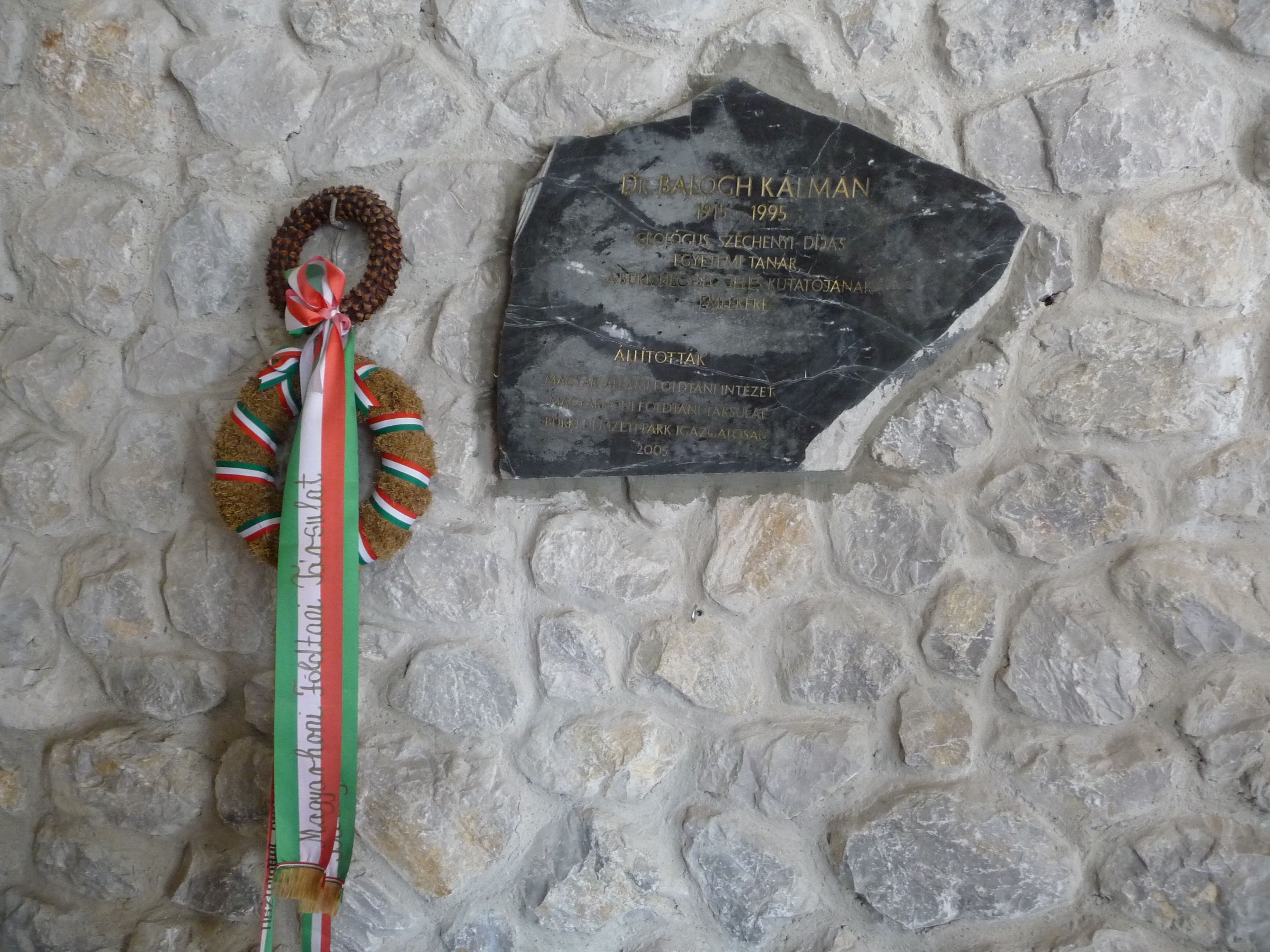
Emléktáblája Lillafüreden, a Szent István-barlang bejáratánál

1933-ban vették fel a debreceni Tisza István Tudományegyetemre, ahol 1938-ban földrajz-természetrajz szakos tanári oklevelet szerzett, és 1940-ben földtanból doktorált. 1935. szeptember 1-jétől az egyetem Ásvány- és Földtani Intézetének díjtalan gyakornoka volt, majd 1939. szeptember 1-jétől díjas gyakornoka és fizetéstelen tanársegéd. 1940. szeptember 1-jétől 1942. augusztus 31-ig fizetéstelen tanársegéd. Közben Budapesten az Országos Természettudományi Múzeum Föld- és Őslénytárában is gyakornok volt, majd 1941-től a Magyar Állami Földtani Intézet munkatársa. 1944-ben katonai szolgálatra hívták be, és amerikai hadifogságba esett. 1946-tól ismét a Földtani Intézetben dolgozott geológusként, és 1952-ben osztályvezetővé nevezték ki. 1966-tól nyugdíjazásáig (1977-ig) a szegedi JATE Földtani-Őslénytani Tanszékének volt a tanszékvezető egyetemi tanára. Nyugdíjazása után a Földtani Intézet tudományos tanácsadójaként dolgozott tovább. 1952-ben a föld- és ásványtudomány kandidátusa, majd 1961-ben a doktora lett. 1952–1953-ban ő volt a Földtani Közlöny főszerkesztője, 1963-tól 1966-ig a Magyarhoni Földtani Társulat alelnöke. 1972–1979 között vezette a Magyar Tudományos Akadémia Földtani Bizottságát.

## Szakmai tevékenysége
Főként az Aggtelek–Rudabányai-hegység, a Bükk és a Mecsek földtani térképezésével foglalkozott (disszertációjában Pelsőcardó környékét írta le). Szakmailag irányította az ország egységes, 1:200 000 méretarányú földtani térképének elkészítését.
Kiemelten foglalkozott a mezozoós képződmények rétegtanával; őt tekinthetjük a modern szemléletű üledékes kőzettan magyarországi megalapítójának.

## Elismerései
- 1948: Magyarhoni Földtani Társulat Centenáriumi Emlékérme,
- 1966: Hantken Miksa-emlékérem,
- 1975: Magyarhoni Földtani Társulat emlékgyűrűje,
- 1993: Eötvös József-koszorú,
- 1994: Szabó József-emlékérem,
- 1995: Széchenyi-díj. (A geológia, mindenekelőtt az üledéktan hazai fejlődésében kiemelkedő jelentőségű Szedimentológia című kézikönyv szerkesztéséért, és e tudományág meghonosításában és oktatásában végzett úttörő jellegű munkásságáért.)

## Főbb művei
- Balogh Kálmán (1950): Az észak-magyarországi triász rétegtana. Földtani Közlöny 80. 231–237. o.
- Balogh Kálmán (1964): A Bükk hegység földtani képződményei. A Magyar Állami Földtani Intézet Évkönyve 48. 2. 245–719. o.
- Balogh Kálmán–Rónai András (1965): Magyarázó Magyarország 200 000-es földtani térképsorozatához. L-34-III. Eger. Magyar Állami Földtani Intézet kiadása
- Balogh Kálmán et al. (1966): Magyarázó Magyarország 200 000-es földtani térképsorozatához M-34-XXXII Salgótarján. Magyar Állami Földtani Intézet. Budapest. 155 p.
- Balogh, Kálmán–Kozur, Heiz–Pelikán, Pál (1984): Die Deckenstruktur des Bükkgebirges. Geologisch–Paläontologische Mitteilungen Innsbruck 13. 3. 89–96. o.
- Balogh Kálmán (szerk.) (1991–1992): Szedimentológia I–III. Akadémiai Kiadó. Budapest. 547 p, 355 p, 400 p.